# Stenolaemata
Los estenolemados (Stenolaemata) son una a clase de briozoos marinos. Se originaron en el Ordovícico, y todavía posee especies vivientes en la actualidad, todas ellas en el orden Cyclostomatida.

## Historia
Los estenolemados fueron los briozoos dominantes durante el Paleozoico.
Algunos formaban colonias de encaje o en forma de abanico que contribuyeron a formar arrecifes que en algunas regiones son un importante componente de las rocas calcáreas. Su número se redujo drásticamente durante la extinción masiva de finales del Pérmico, pero los miembros del orden Cyclostomatida sobreviven hoy en día.

## Características
Son animales coloniales que viven fijos al fondo del mar y se alimentan capturando partículas en suspensión. Los individuos de una colonia, llamados zooides, pueden ser tubulares, cónicos o en forma de saco y pueden extender sus tentáculos (lofóforo) lateralmente para capturar el alimento.

## Taxonomía
La clase Stenolaemata incluye los siguientes órdenes:
- Cryptostomata †
- Cryptostomida †
- Cyclostomatida
- Cystoporata †
- Cystoporida †
- Fenestrida †
- Trepostomatida †